# 高橋忍
髙橋 忍（たかはし しのぶ、1961年 - ）は、シテ方金春流能楽師。重要無形文化財総合指定保持者。能楽師髙橋汎の長男として、奈良県大和郡山市に生まれる。國學院久我山の卒業生

## 来歴・人物
國學院大学法学部卒。79世金春信高、父・髙橋汎に師事し、1971年に能「安宅」の子方にて初舞台を踏む。1980年に能楽養成会入会、1982年に能「経政」にて初シテ。現在までに「石橋」「獅子」「乱」「道成寺」「翁」「勧進帳」「起請文」を披く。
1998年、座・SQUAREを、金春流若手能楽師により結成する。金春宗家直伝の芸風を継承し、その伝統に裏打ちされた格調高く端正な舞台は国内外で高く評価されている。また、「能楽を一人でも多くの人に広めよう」を合言葉に、ワークショップ、小中学校での演能など多方面で能楽普及に尽力している。